# Antas (Penedono)
Antas é uma povoação portuguesa do Município de Penedono que foi sede da extinta Freguesia de Antas, freguesia que tinha 16,21 km² de área e 184 habitantes (2011), e, por isso, uma densidade populacional de 11,4 hab/km².
A Freguesia de Antas foi extinta (agregada) pela reorganização administrativa de 2012/2013, tendo o seu território sido agregrado ao da Freguesia de Ourosinho para criar a União das Freguesias de Antas e Ourozinho.

## População
| População da freguesia de Antas | População da freguesia de Antas | População da freguesia de Antas | População da freguesia de Antas | População da freguesia de Antas | População da freguesia de Antas | População da freguesia de Antas | População da freguesia de Antas | População da freguesia de Antas | População da freguesia de Antas | População da freguesia de Antas | População da freguesia de Antas | População da freguesia de Antas | População da freguesia de Antas | População da freguesia de Antas |
| ------------------------------- | ------------------------------- | ------------------------------- | ------------------------------- | ------------------------------- | ------------------------------- | ------------------------------- | ------------------------------- | ------------------------------- | ------------------------------- | ------------------------------- | ------------------------------- | ------------------------------- | ------------------------------- | ------------------------------- |
| 1864                            | 1878                            | 1890                            | 1900                            | 1911                            | 1920                            | 1930                            | 1940                            | 1950                            | 1960                            | 1970                            | 1981                            | 1991                            | 2001                            | 2011                            |
| 577                             | 666                             | 659                             | 712                             | 687                             | 664                             | 642                             | 660                             | 789                             | 721                             | 512                             | 429                             | 298                             | 239                             | 184                             |

| Distribuição da População por Grupos Etários | Distribuição da População por Grupos Etários | Distribuição da População por Grupos Etários | Distribuição da População por Grupos Etários | Distribuição da População por Grupos Etários | Distribuição da População por Grupos Etários | Distribuição da População por Grupos Etários | Distribuição da População por Grupos Etários | Distribuição da População por Grupos Etários | Distribuição da População por Grupos Etários |
| -------------------------------------------- | -------------------------------------------- | -------------------------------------------- | -------------------------------------------- | -------------------------------------------- | -------------------------------------------- | -------------------------------------------- | -------------------------------------------- | -------------------------------------------- | -------------------------------------------- |
| Ano                                          | 0-14 Anos                                    | 15-24 Anos                                   | 25-64 Anos                                   | > 65 Anos                                    |                                              | 0-14 Anos                                    | 15-24 Anos                                   | 25-64 Anos                                   | > 65 Anos                                    |
| 2001                                         | 20                                           | 30                                           | 105                                          | 84                                           |                                              | 8,4%                                         | 12,6%                                        | 43,9%                                        | 35,1%                                        |
| 2011                                         | 17                                           | 10                                           | 79                                           | 78                                           |                                              | 9,2%                                         | 5,4%                                         | 42,9%                                        | 42,4%                                        |

Média do País no censo de 2001:  0/14 Anos-16,0%; 15/24 Anos-14,3%; 25/64 Anos-53,4%; 65 e mais Anos-16,4%
Média do País no censo de 2011:   0/14 Anos-14,9%; 15/24 Anos-10,9%; 25/64 Anos-55,2%; 65 e mais Anos-19,0%.
No Município de Penedono, entre 1960 e 2011 foi a freguesia que mais sofreu com o êxodo rural.

## História
Em 1527 foi elaborado por ordem de D. João III, o Cadastro da População do Reino, onde consta que na vila de Penedono e envolvente existiam 486 moradores ou fogos (equivalentes a cerca de 1500), apresentando-se Antas como o lugar mais povoado (130 moradores – praticamente um terço da população total), seguindo-se Castainço (85), a Beselga (82) e a Prova (78). A Vila contava apenas com 73 habitantes, apresentando-se em penúltimo, e finalmente, Alcarva com 48.

Anteriormente designada de São Miguel das Antas. Pertenceu ao antigo concelho de Penedono, extinto por Decreto de 7 de Setembro de 1895, passando a fazer parte, desde essa data, do concelho da Meda, sendo novamente anexada ao de Penedono por Decreto de 31 de Janeiro de 1898, que restaurou este concelho.  Era reitoria da apresentação da Universidade de Coimbra, no termo da vila de Penedono, diocese de Lamego. 
A freguesia de Antas foi extinta em 2013 por força da Lei n.º 11-A/2013 integrando a partir desse momento, a União das Freguesias de Antas e Ourozinho.
Os primeiros vestígios datam de há cerca de 6000 anos, quando pequenas comunidades seminómadas exploravam esta região. Pastores por excelência, caçavam, pescavam, recolhiam vegetais selvagens, assim como praticavam uma agricultura muito rudimentar como forma de subsistência. As constantes deslocações, associadas à prática da transumância, obrigavam à utilização de pequenas estruturas de abrigo, ou mesmo abrigos naturais. Assim, verifica-se que os vestígios mais antigos recuam ao Período Neolítico, encontrando-se achados dispersos por todo o concelho, identificando-se, porém, uma concentração de monumentos megalíticos na zona de Antas, indiciando, talvez, a localização das primeiras comunidades desta região .
A aldeia de Antas é aquela que se encontra mais a sul no Município de Penedono. Encontra-se no limite sul do município, no sopé da serra de Serigo, e no extremo leste do distrito, confinando com o vizinho distrito da Guarda. O seu nome tem um claro sentido arqueológico. As antas são monumentos megalíticos tumulares coletivos. O nome deriva do Bretão dol = mesa e men = pedra. São formados pela mamoa, pela câmara e por um corredor.
No entender de Aquilino Ribeiro,
o nome de Antas (Antas de Penedono) deve-se aos oiteiros singularmente empinados e a modo de plantão que se encontram na mesma terra , chamados precisamente antas e que a meu ver determinam aquele título batismal... sendo certo que o monumento megalítico não representava circunstância de tanto relevo para refranger sobre ele. Quem se importava na alba do nosso povo com os dólmenes que enxameavam pelos descampados? Ter-se-iam sequer apercebido deles? É até certo ponto legítimo conjeturar que não, tendo em vista quanto o onomástico rural é prolixo e miudinho, cambiando de nome de quinhentos em quinhentos metros.
Seja qual for a real origem do topónimo, a verdade é que Antas terá sido povoado castrejo, embora nenhum castro tenha sido encontrado. No entanto, foi descoberto na área territorial da freguesia um outro monumento megalítico, um menir do período Neocalcolítico, denominado Menir de Vale de Maria Pais. Trata-se de um monólito granítico de grandes dimensões, encostado a afloramentos, totalmente afeiçoado e decorado. Essa decoração parece representar um motivo solar. Tem quase três metros de altura e cerca de um metro de diâmetro. Originalmente, a sua altura seria de cerca de seis metros, ou seja, está hoje reduzido a metade. A Anta ou Dólmen da Lameira de Cima, do período Neolítico, parece ter sido responsável pelo nome da freguesia. Faria parte de uma vasta necrópole megalítica, constituída por várias sepulturas antropomórficas e pelo menos dois monumentos funerários, os únicos que restam. Estão à distância de dez metros um do outro e têm corredor e mamoa relativamente bem conservados. Poderiam estar ligados, de alguma forma, à grande Necrópole da Senhora do Monte, em Penela da Beira. Devem datar do IV milénio a. C. .
Dada a grande quantidade de vestígios arqueológicos existentes, tudo indica que terá sido este, o local que as primeiras comunidades escolheram para se fixarem, antes de começarem a povoar esta região  .
Os primeiros documentos escritos relativos a Antas datam do século X. No ano de 960, a famosa Dona Chama, ou Flâmula Rodrigues, sobrinha da não menos célebre D. Mumadona Rodrigues, doou este povoado ao Mosteiro de Guimarães. Era então uma grande proprietária em Antas. A instituição paroquial de Antas remonta ao século XI, durante o reinado de D. Fernando Magno. Foi a época da Reconquista contra os Muçulmanos e do povoamento e organização do território reconquistado. Em termos de património edificado, uma primeira palavra para a Igreja Paroquial de S. Miguel, situada em frente ao cemitério. Tem sineira adossada do lado direito da fachada, que termina em empena. A Capela de Nossa Senhora da Lameira é um pequeno templo com alpendre situado num largo rodeado de casas de um único piso. Da história da freguesia, faz parte a Ponte Pedrinha. De origem romana, está atualmente submersa pela Barragem.

## Património Paisagístico
- Barragem da Ponte Pedrinha;
- Serra do Sirigo;
- Castanheiro da Guerra, provavelmente o de maior perímetro do mundo (15,20m a 1m do solo);
- Outeiro/Oiteiro do Sino.

## Festas e Romarias
- Festa em honra de Na. Sra. da Cabeça (Romaria) no dia 25 de Março (variando conforme o fim de semana);
- Festa em honra de N. Sr. da Aflição no 2º domingo de Agosto (fim de semana - sexta, sábado e domingo);
- Festa convívio do povo em honra de S. Miguel.

## Gastronomia
- Fumeiro com os seus derivados;
- Filhós;
- Papas de Sarrabulho;
- Migas de cavalo cansado;
- Caldo de leite com abóbora.

## Locais de lazer
- Jardim da Praça.
- Barragem da Ponte pedrinha

## Espaços lúdicos
- Poli desportivo;
- Parque Infantil;
- Espaço internet no edifício sede da Junta.

## Turismo - habitação / rural
- Taberna Costa - dormidas/ petiscos e pratos regionais
- Café Central
- Casa dos Avós Belchior.

## Principais atividades económicas
Agricultura com destaque para a produção de maçã, castanha e batata;
Comércio;
Oficina de mecânica;
Oficina de bate-chapas;
Construção Civil.

## Coletividades
- Associação Recreativa Cultural de Antas.

## Monumentos
Nesta freguesia podem ver-se os seguintes monumentos: Necrópole da Lameira de Cima, Ponte Pedrinha, Menir do Vale de Maria Pais, Sepulturas da Faceira, Sepulturas e Lagareta do Queixo, Capela Nª Sª Lameira, Igreja Matriz e Capelas Nª Sª dos Carvalhais/da Cabeça

## Património cultural edificado
Igreja Matriz; Capela de Na. Sra. da Cabeça; Capela da Na. Sra. da Lameira; Capela de S. Silvestre; Capela do Mártir S. Sebastião; Catorze cruzeiros da Via Sacra; Cruzeiro no Largo da Lameira; Cruzeiro da Av. Nª Senhora Lameira junto ao Largo do Terreirinho; Fonte dos Namorados; Duas fontes de mergulho; Escola primária (desativada e transformada em Espaço Memória e Centro de Convívio); Edifício sede da Junta; Edifício da Associação Recreativa e Cultural de Antas; Torre do Relógio; Ponte Pedrinha românica, submersa pela barragem; Forno comunitário; quatro lagaretas; diversos vestígios judaicos, nomeadamente no Arrabalde e Vales.

## Arquitetura Religiosa
Igreja Matriz de São Miguel: esta Igreja do século XVIII, é composta por dois corpos principais, que correspondem à nave e à capela-mor, aos quais se junta a sacristia. O imóvel foi alvo de várias intervenções, sendo difícil de datá-lo. No corpo da nave encontram-se dois altares, onde se destacam as imagens de São Miguel e de Santo António.
Capela da Senhora dos Carvalhais: do século XVII/XVIII, situada a Sul das Antas, na quinta dos carvalhais.
Capela da Nossa Senhora da Lameira: Capela do século XVII/XVIII, que foi recuperada recentemente.
Capela de Santa Luzia: Provavelmente construída no século XVII/XVIII. No interior apresenta um altar saliente com talha pintada, encontrando o Menino Jesus (século XVIII) no camarim e São Sebastião (século XVII) ao lado do Evangelho. Foi alvo de bastantes alterações que decorreram de intervenções recentes.
Capela de São Silvestre: também conhecida por São Bartolomeu, esta capela setecentista, apresenta frontarias de duas águas com pináculos, possuindo um portal de volta perfeita de cinco aduelas. No camarim interior, é possível encontrar São Silvestre, São Bartolomeu (século XVII) e N. Sr.ª de Fátima. A capela insere-se num núcleo de casario típico, tendo sofrido obras recentemente.

## Arquitetura Civil Pública
- Ponte Pedrinha: ponte romana/medieval, dista cerca de 3 km de Antas e 2 km de Ourozinho. Possui 21 aduelas contadas a partir da água e não da imposta, sendo que o vão mede 3m. O tabuleiro é formado por grandes lages, cuja largura máxima é de 3,6m, estreitando na extremidade até 2,8m. Possivelmente trata-se de uma ponte romana, reconstruída na Idade Média. Seria por esta ponte que passava a calçada de Antas/Ourozinho que faz ligação com a estrada romana da Quinta do Vale do Outeiro.

Atualmente encontra-se submersa devido à construção da Barragem de Ponte Pedrinha.
- Torre do relógio: de planta quadrada em que a caixa das escadas é iluminada através de uma fresta, apresenta um relógio e integra uma sineta.
- Monumento em Homenagem à Freguesia de Antas: formado por três estruturas em pedra que seguram uma quarta estrutura no cimo. Situa-se no centro da rotunda no entroncamento da antiga EN229- 1 com a antiga EN 229.
- Padrão/Cruzeiro do Santo: Monumento formado por dois degraus, uma base e um fuste sem ornamentação e um topo trabalhado. Localizado na Praça Edmaro António Rodrigues/ Largo do Santo.[10]

## Património arqueológico
1. Lagariça/Lagareta rupestre dos Barrocais – Idade Média: Lagareta escavada na rocha, constituída por um pio e dois suportes de traves.
2. Fiateira – Sepultura – Idade Média: Sepultura escavada na rocha, inacabada, de forma retangular, localizada à beira de um caminho.
3. Laje do Queixo – Lagariça/Lagareta rupestre – Idade Média: Monumento muito danificado pela passagem do caminho, constituída por um tanque escavado na rocha e uma pia por onde escorria o vinho ou o azeite.
4. Laje do Queixo 1 – Sepultura – Alta Idade Média (século VII/VIII):Sepultura escavada na rocha, apresentando uma forma ovoide.
5. Laje do Queixo 2 – Sepultura – Alta Idade Média (século VII/VIII):Sepultura escavada na rocha granítica, apresentando uma forma retangular e encontra-se perpendicular à anterior.
6. Quatro caminhos 1 – Sepultura – Idade Média (século XVII/XVIII):Sepultura escavada na rocha, escavada na rocha, sub-retangular.
7. Quatro caminhos 2 – Sepultura – Idade Média (século XVII/XVIII):Sepultura escavada na rocha, sub-retangular, com maior largura de ombros.
8. Quatro caminhos 3 – Sepultura – Idade Média (século XVII/XVIII): Sepultura escavada na rocha, entulhada e retangular, apresentando-se mais larga nos ombros.
9. Quatro caminhos 4 – Sepultura – Idade Média (século XVII/XVIII): Sepultura escavada na rocha, sub-retangular, praticamente perpendicular à sepultura 3.
10. Quinta dos Carvalhais – Estação romana : Esta estação romana é um dos pontos onde se verificam vestígios da época romana. Foram encontrados vestígios cerâmicos e pétreos.
11. Quinta dos Carvalhais – Lagariça/Lagareta rupestre – Idade Média: Situada a cerca de 250m NO das casas da Quinta dos Carvalhais num afloramento granítico, ergue-se uma lagariça pouco perfeita. O vinho ou azeite escorria por um canal, depois de as uvas terem sido esmagadas num pequeno “tanque”, seguindo posteriormente para um pequeno pio na base do afloramento.
12. Quinta dos Carvalhais 1 – Sepultura – Idade Média: Sepultura escavada na rocha, oval, encontra-se fraturada nos pés.
13. Quinta dos Carvalhais 2 – Sepultura – Idade Média: Sepultura escavada na rocha, retangular, afunilando na zona dos pés.
14. Quinta dos Carvalhais 3 e 4 – Sepultura – Idade Média: Sepulturas escavadas na rocha, não antropomórficas, encontram-se paralelas distando cerca de 20 cm uma da outra. Estão dentro de um casebre (cortelho), cobertas de excrementos animais.
15. Quinta dos Carvalhais 5 – Sepultura – Idade Média: Sepultura escavada na rocha, sub-retangular.
16. Quinta dos Carvalhais 6 – Sepultura – Idade Média: Sepultura escavada na rocha, retangular, encontrando-se inacabada.
17. Quinta dos Carvalhais 7 – Sepultura – Idade Média: Sepultura escavada na rocha, sub-retangular, encontrando-se inacabada.
18. Sarcófago das Antas – Sarcófago – Idade Média: Sarcófago em granito, não antropomórfico, simples de forma sub-retangular.
19. Vale de Maria Pais – Menir – Neocalcolítico: Monólito granítico de grandes dimensões, encostado a afloramentos também graníticos. O menir está totalmente afeiçoado e decorado, sendo de salientar a representação de um eventual motivo solar. Possui 2,98m de altura conservada e 1m de diâmetro, com secção quase oval. A disposição dos motivos faz supor que originalmente medisse cerca de 5 a 6m de altura.
20. Vale de Maria Pais 1 – Sepultura – Idade Média: Sepultura escavada na rocha, tendo o bloco granítico sido talhado de maneira a representar um sarcófago – sepultura antropomórfica oval, com demarcação em altura da cabeceira, apresentando um apoio para a colocação da tampa.
21. Vale de Maria Pais 2 – Sepultura – Idade Média: Sepultura escavada na rocha, sub-retangular, apresenta um rebordo para escoamento de águas.
22. Vale de Maria Pais 3 – Sepultura – Idade Média: Sepultura escavada na rocha, antropomórfica, com ombros arredondados e a cabeça em forma de ferradura. Apresenta suporte para a tampa na altura da cabeceira e uma demarcação da posição das pernas (característica bastante rara).
23. Vale de Maria Pais 4 – Sepultura – Idade Média: Paralela à sepultura 3, de forma oval, encontra-se partida.
24. Vale de Maria Pais 5 – Sepultura – Idade Média: Fragmento de outeiro com parte de uma sepultura escavada na rocha (pés).
25. Vale de Maria Pais 6 – Sepultura – Alta Idade Média: Sepultura escavada na rocha, sub-retangular, apresenta vestígios de rebordo para escoamento de águas.
26. Vale de Maria Pais 7 – Sepultura – Alta Idade Média: Sepultura escavada na rocha, oval, fragmentada.
27. Vale de Maria Pais 8 – Sepultura – Idade Média: Sepultura escavada na rocha, sub-retangular, fraturada na altura dos pés, afunila no sentido cabeceira-pés.
28. Vale de Maria Pais 9 – Sepultura – Idade Média: Sepultura escavada na rocha, sub-retangular, afunilando ligeiramente para os pés.
29. Vale de Maria Pais 10 – Sepultura – Idade Média: Sepultura escavada na rocha, retangular.
30. Vale de Maria Pais 11 – Sepultura – Idade Média: Sepultura escavada na rocha, sub-retangular, encontrando-se junto desta dois fragmentos de tampa, um deles ainda sobreposto na sepultura.
31. Vale de Maria Pais 12 – Sepultura – Idade Média: Sepultura escavada na rocha, totalmente entulhada e fragmentada.
32. . Vale de Maria Pais 13 – Sepultura – Idade Média: Sepultura escavada na rocha, retangular, encontrando-se entulhada.
33. Vale de Maria Pais 14 – Sepultura – Idade Média: Sepultura escavada na rocha, ovalada, assemelha-se a um sarcófago, encontrando-se fraturada na zona dos pés.
34. Lameira de Cima 1 – Anta – Neocalcolítico: Faz parte da necrópole megalítica da Lameira de Cima, conjunto de dois monumentos funerários pré-históricos, que constituem estruturas centrais com características tipológicas distintas. Este, apresenta-se como um dólmen de corredor (medindo cerca de 6,08m de comprimento), bem diferenciado da câmara, quer em altura, quer em planta.
35. Lameira de Cima 2 – Dólmen – Neocalcolítico: Integra a necrópole megalítica da Lameira de Cima, apresentando-se como um monumento de câmara poligonal, composto por sete esteios sobrepostos à laje central.[11][12]